# 이배용
이배용(李培鎔, 1947년 1월 5일~)은 이화여자대학교 13대 총장이다. 종교는 개신교이다. 1969년 이화여자대학교 사학과를 졸업하고, 1971년에 이화여자대학교에서 한국사 전공으로 석사 학위를 받았다. 그리고 서강대학교 대학원에서 한국사를 전공해 84년도에 박사학위를 받았다. 1985년부터 이화여자대학교에서 21년 6개월간 교수로 재직해왔었다.

## 주요 경력
- 2025년 9월 ~ : 소수서원 원장
- 2024년 ~ 2025년 국가교육위원회 대전환시대 미래교육의 기본가치와 방향 특별위원회 위원장
- 2023년 ~ 2025년 국가교육위원회 전인교육 특별위원회 위원장
- 2022년 ~ 2025년 국가교육위원회 위원장
- 2022년 청와대관리활용자문단 단장
- 2022년 제20대 대통령 당선인 특별고문
- 한미우호협회 고문
- 2013년 제16대 한국학중앙연구원장
- 2010년 제2대 대통령직속 국가브랜드위원장
- 2009년 제3대 경기도가족여성연구원 이사장
- 2008년 제17대 대통령 당선자 정책자문위원단 자문위원
- 2006년 조선시대사학회장
- 2005년 서울시 문화재 심의위원
- 2004년 한국여성사학회장
- 2003년 국사편찬위원회 위원
- 1999년 서울특별시 시사편찬위원회 위원